# Dolcinópolis (ort)
Dolcinópolis är en ort i Brasilien.   Den ligger i kommunen Dolcinópolis och delstaten São Paulo, i den södra delen av landet, 600 km sydväst om huvudstaden Brasília. Dolcinópolis ligger 469 meter över havet och antalet invånare är 2 096.
Terrängen runt Dolcinópolis är platt. Närmaste större samhälle är Jales, 16,5 km söder om Dolcinópolis.
Omgivningarna runt Dolcinópolis är en mosaik av jordbruksmark och naturlig växtlighet. Runt Dolcinópolis är det glesbefolkat, med 13 invånare per kvadratkilometer.